# Морея (эялет)
Эялет Морея  (осман. ایالت موره‎ тур. Mōrâ) был эялетом Османской империи на территории полуострова Пелопоннес. Основан в 1661 году, де-факто прекратил своё существование в 1821 году.

## История
В 1446 году османский султан Мурад II уничтожил византийские укрепления на Коринфском перешейке, открыв путь в Морею. В 1456 году пало Афинское герцогство, которое было буфером между Морейским деспотатом и османским государством. В 1467 году земли Мореи были отобраны у её последнего правителя Димитрия Палеолога, который на тот момент был уже вассалом султана. За исключением нескольких Венецианских крепостей, весь Пелопоннес вошел в состав османского государства. В период 1684—1699 гг. Морея стала ареной турецко-венецианских войн и временно (1699—1715) перешла под венецианский контроль. После второй морейской войны территория Пелопоннеса вновь оказалась в составе Османской империи. Но османам не удалось утвердить свой контроль над некоторыми горными районами Греции, которые продолжали оказывать сопротивление турецким войскам. Особое место среди этих очагов сопротивления занимала горная область Пелопоннеса — Мани.
Столица эялета была перенесена в город Триполица. Параллельно с процессом исламизации части местного населения происходил приток мусульманского населения (турок, албанцев, цыган), а также евреев. При этом современный английский историк Д. Дакин отмечает, что в Морее сохранялось численное превосходство греческого населения против мусульманского в соотношении 10:1 (400 тысяч против 40 тысяч).
Экономический рост Османской Греции в XVIII веке, расширение её связей с христианскими европейскими государствами, одновременно с существующими в Османской империи дискриминационными законами в отношении христианского населения, способствовало созданию предпосылок для национально-освободительного восстания среди греков Пелопоннеса. 17 (28) февраля 1770 года русская эскадра под командованием адмирала Г. А. Спиридова прибыла к берегам Мореи. На борту эскадры находилось 2500 человек. Высадка русских войск и греческих добровольцев спровоцировали Пелопоннесское восстание, которое было жестоко подавлено албанскими иррегулярными подразделениями Османской империи. Греческие историки считают, что Пелопоннесское восстание было отвлекающими военными действиями в русско-турецкой войне (1768—1774), оплаченными греческой кровью. В 1821 году Морея стала центром Освободительной войны греческого народа. В городе Ареополис 25 марта (6 апреля) 1821 года началось восстание. В течение 3 месяцев восстание охватило весь Пелопоннес, часть континентальной Греции, остров Крит, Кипр и некоторые другие острова Эгейского моря. Турецкие гарнизоны укрепились в крепостях, где были осаждены греками. 5 октября 1821 года был взят греками главный город Мореи Триполица. 22 января 1822 года 1-е Национальное собрание (67 депутатов) в Пиаду (близ Эпидавра) провозгласило Греческое Государство независимое от Османской империи. В 1824 году Турция заключила мир с Персией и запросила помощи у хедива Египта Мухаммеду Али, который послал флот с войсками во главе со своим сыном Ибрагимом. В феврале 1825 года Ибрагим-паша высадил 12 тысяч солдат в Греции и нанёс восставшим ряд поражений. В апреле 1826 года Ибрагим-паша овладел практически всем Пелопоннесом и управлял им проявляя большую жестокость. В 1827 году в Лондоне была принята конвенция, поддерживающая независимость Греции. 20 октября 1827 года британские, французские и русские эскадры, под командованием английского вице-адмирала Эдварда Кодрингтона разбили объединённый флот турок и египтян, что привело к эвакуации последних из Мореи 1 октября 1828 года. 3 февраля 1830 года в Лондоне был принят Лондонский протокол, по которому официально признавалась независимость греческого государства, получившего название — Королевство Греция. По Адрианопольскому мирному договору от 1829 года Турция признавала автономию Греции и эялет Морея был упразднён, хотя де-факто он прекратил своё существование ещё в 1821 году.